# Tommy Janton
Tommy Janton (Kennett Square, 23 de febrero de 2004) es un deportista estadounidense que compite en natación, especialista en el estilo espalda.
Ganó una medalla de bronce en el Campeonato Mundial de Natación de 2025, en la prueba de 4 × 100 m estilos.
Estudió Economía en la Universidad de Notre Dame.

## Palmarés internacional
| Campeonato Mundial | Campeonato Mundial  | Campeonato Mundial | Campeonato Mundial |
| Año                | Lugar               | Medalla            | Prueba             |
| ------------------ | ------------------- | ------------------ | ------------------ |
| 2025               | Singapur (Singapur) | Medalla de bronce  | 4 × 100 m estilos  |